# 林家儀
林家儀（1927年—），籍貫：廣東省東莞縣，與胞弟林家聲從7歲已開始學粵劇，香港粵劇花旦及電影演員。從20世紀40年代至60年代共演出約150多齣電影。婚後的林家儀，一直不喜歡在銀幕上露面。在導演劉芳的邀請下，客串《烈女春香》(1957年，飾義婢香丹)。

## 皇后
- 1951年10月27日(星期三)贏得「鐘聲慈善社」主辦「1951年度全港公開溜冰比賽」的「1951年 溜冰皇后」的榮銜[2]

## 桃色風波
- 鄭惠森在1954年時已婚及有5名兒女，當時住在香港島般含道光景臺5號，1954年3月15日(星期一)下午2時在九龍彌敦道的「新新餐室」用膳時，突然被林家儀及粵劇紅伶林家聲的父親林向榮(51歲的退休九廣鐵路局大埔車站站長)，以3英吋長的尖刀襲擊，被刺傷後腦、左額及左腰[3]，因此鄭惠森在九龍醫院留醫至1954年3月18日(星期四)，由林家儀陪同出院[4]。居住在旺角彌敦道556號三樓的林向榮當場被捕後，初時被控謀殺罪[5]，後來才改控傷人罪，辯方余叔韶大律師，以被告人林向榮因不滿意有婦之夫的鄭惠森與27歲女兒林家儀談戀愛並使她懷孕已3個月，而襲擊鄭惠森，結果宣判林向榮簽保港幣1,000元，兩年內約束行為[6]。